# راه‌گزینی پردازنده گرافیکی

یک مادربرد کلاسیک با پردازنده گرافیکی مجتمع داخلی، یک کارت گرافیک مجزا را می توان در یک اسلات PCI نصب کرد.

راه‌گزینی پردازنده گرافیکی(به انگلیسی: GPU switching)، مکانیزمی است که در رایانه‌هایی با چند پردازنده گرافیکی استفاده می‌شود. این مکانیزم به کاربر توانایی جابجایی بین پردازنده‌های گرافیکی را برای به حداکثر رساندن عملکرد گرافیکی یا افزایش طول عمر باتری می‌دهد. این روش بیشتر در لپ تاپ‌های مخصوص بازی استفاده می‌شود که معمولا دارای یک پردازنده‌ گرافیکی مجتمع و یک کارت گرافیک مجزا هستند.

## اجزاء پایه
اغلب رایانه‌هایی که از این مکانیزم استفاده می‌کنند، شامل پردازنده‌ گرافیکی مجتمع و کارت‌ گرافیک مجزا هستند که در دو دسته‌ زیر قرار می‌گیرند.

### گرافیک‌های مجتمع
همچنین به عنوان: گرافیک‌های مجتمع، روش‌های گرافیک اشتراک گذاشته شده، پردازنده‌های گرافیکی مجتمع(IGP) یا معماری حافظه مجتمع(UMA) شناخته می‌شود. این گونه پردازنده‌های گرافیکی به طور معمول واحدهای پردازشی بسیار کمتری دارند و با CPU حافظه یکسانی را به اشتراک می‌گذارند.

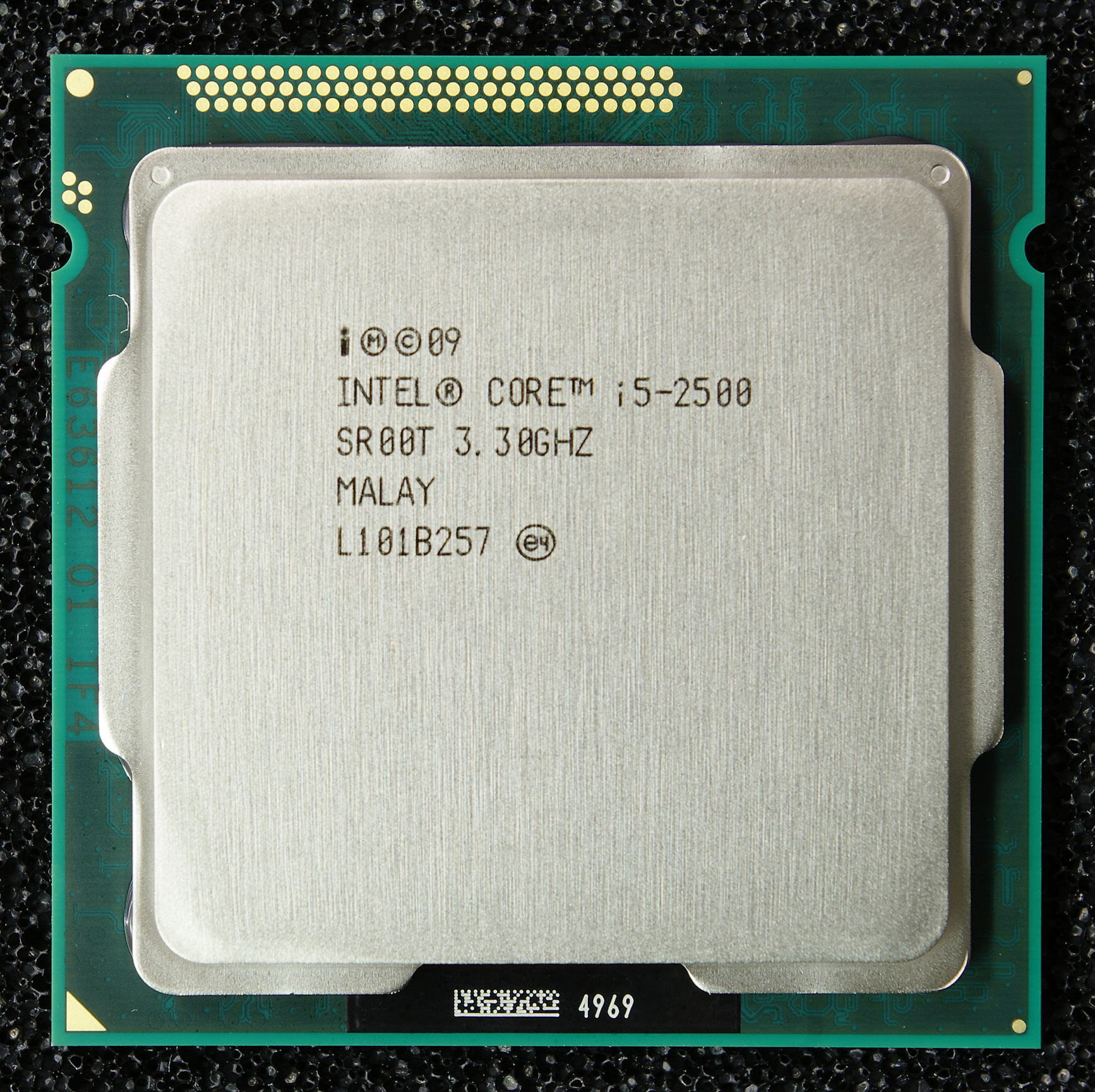
پردازنده Core i5 اینتل با پردازنده گرافیکی مجتمع HD Graphics 2000

گاهی اوقات پردازنده‌های گرافیکی با مادربرد یکپارچه می‌شوند که عموما به عنوان، گرافیک‌های آنبرد(به انگلیسی: on-board graphics) شناخته می‌شوند. یک مادربرد با پردازنده گرافیکی آنبرد نیازی به کارت گرافیک مجزا یا CPU همراه با پردازنده گرافیکی ندارد.

### کارت گرافیک‌های مجزا
همچنین به عنوان: کارت گرافیک‌های گسسته(به انگلیسی: discrete graphics cards) نیز شناخته می شوند. برخلاف گرافیک‌های مجتمع، کارت‌ گرافیک‌های مجزا، واحدهای پردازشی بسیار بیشتری دارند و دارای رَم (به انگلیسی: RAM) مخصوص به خود با پهنای باند بسیار بالاتر هستند.
در بعضی موارد، چیپ‌های گرافیک مجزا می‌توانند با مادربردها یکپارچه شوند مانند مادربرد B15-GP104. صرف نظر از این حقیقت که چیپ گرافیک مجتمع شده است، همچنان به عنوان یک سیستم کارت گرافیک مجزا به حساب می‌آید زیرا چیپ گرافیکی با حافظه مختص به خودش یکپارچه شده است.

## تئوری

شکل ۱. نمودار مادربردی است که ساختاری از معماری رایانه شخصی مدرن(معمولاً مبتنی بر x86-64) را ترسیم می‌کند. پل‌جنوبی(Southbridge)، پل‌شمالی(Northbridge) و گذرگاه‌ها(Bus) قابل مشاهده هستند.

اغلب رایانه‌های شخصی دارای مادربردی هستند که از ساختار پل‌جنوبی(به انگلیسی: Southbridge) و پل‌شمالی(به انگلیسی: Northbridge) استفاده می‌کند.

### کنترل پل‌شمالی
پل‌شمالی(به انگلیسی: Northbridge) یکی از چیپست‌های منطقی اصلی است که ارتباطات بین CPU ،GPU ،RAM و پل‌جنوبی(به انگلیسی: Southbridge) را مدیریت می‌کند. کارت گرافیک مجزا معمولاً روی اسلات کارت گرافیک مانند PCI-Express نصب می‌شود و گرافیک مجتمع روی خود CPU یا گاهی اوقات بر روی پل‌شمالی مجتمع می‌شود. پل‌شمالی بیشترین مسئولیت را برای جابجایی بین GPUها دارد. روش کار معمولاً دارای فرآیند زیر است (به شکل ۱ در سمت چپ مراجعه کنید):  
1. پل‌شمالی از طریق گذرگاه‌ داخلی(به انگلیسی: internal bus) ورودی را از پل‌جنوبی دریافت می‌کند.
2. پل‌شمالی از طریق گذرگاه Front-side به CPU سیگنال می‌دهد.
3. CPU برنامه انتساب وظیفه(معمولاً درایور کارت گرافیک) را اجرا می‌کند تا تعیین کند از کدام هسته GPU استفاده کند.
4. CPU دستور را به پل‌شمالی منتقل می‌کند.
5. پل‌شمالی دستور را به هسته GPU مربوطه منتقل می‌کند.
6. هسته GPU دستور را پردازش می‌کند و داده‌های رندر شده را به پل‌شمالی بر می‌گرداند.
7. پل‌شمالی داده‌های رندر شده را به پل‌جنوبی ارسال می‌کند.

### کنترل پل‌جنوبی
پل‌جنوبی(به انگلیسی: Southbridge) مجموعه‌ای از مدارهای مجتمع مانند I/O Controller Hub(ICH) اینتل است. تمام عملکردهای ورودی/خروجی کامپیوتر مانند دریافت ورودی صفحه کلید و خروجی داده‌ها بر روی صفحه نمایش را مدیریت می‌کند. روشی که پل‌جنوبی معمولا با آن کار می‌کند دو مرحله دارد: 
1. ورودی کاربر را وارد کرده و آن را به پل‌شمالی منتقل می‌کند.
2. (اختیاری) داده‌های رندر شده را از پل‌شمالی دریافت کرده و از آن خروجی می‌گیرد.

دلیل اینکه مرحله دوم می‌تواند اختیاری باشد این است که گاهی اوقات داده‌های رندر شده مستقیماً از کارت گرافیک مجزا که در اسلات کارت گرافیک قرار دارد خارج می‌شوند بنابراین نیازی به خروجی داده ها از طریق پل‌جنوبی نیست.

## هدف اصلی
راه‌گزینی پردازنده گرافیکی بیشتر برای صرفه جویی در مصرف انرژی از طریق سوئیچ کردن بین کارت‌های گرافیک استفاده می‌شود. کارت‌های گرافیک مجزا انرژی بسیار بیشتری نسبت به گرافیک‌های مجتمع مصرف می‌کنند، اما عملکرد سه بعدی بالاتری را نیز ارائه می‌دهند که برای تجربه بهتر بازی و CAD مورد نیاز است. در زیر لیستی از توان طراحی گرمایی‌(TDP) محبوب‌ترین CPUها با گرافیک مجتمع و کارت گرافیک مجزا آورده شده است.
| مدل                             | مدل                    | مدل          | مدل              | مدل              | مدل              | مدل              | پلتفرم |
| گرافیک مجتمع                    | گرافیک مجتمع           | گرافیک مجتمع | کارت گرافیک مجزا | کارت گرافیک مجزا | کارت گرافیک مجزا | کارت گرافیک مجزا | پلتفرم |
| اینتل                           | اینتل                  | TDP          | Nvidia           | TDP              | AMD              | TDP              | پلتفرم |
| مدل و فرکانس CPU                | سری IGP اینتل          | TDP          | Nvidia           | TDP              | AMD              | TDP              | پلتفرم |
| ------------------------------- | ---------------------- | ------------ | ---------------- | ---------------- | ---------------- | ---------------- | ------ |
| Intel Core i7-6700K @ 4.00 GHz  | Intel HD Graphics 530  | 91W          | GTX 1080         | 180W             | Radeon R9 Fury   | 275W             | دسکتاپ |
| Intel Core i5-6600K @ 3.50 GHz  | Intel HD Graphics 530  | 91W          | GTX 970          | 145W             | Radeon R9 Nano   | 175W             | دسکتاپ |
| Intel Core i7-4790K @ 4.40 GHz  | Intel HD Graphics 4600 | 88W          | GTX 780Ti        | 250W             | Radeon RX 480    | 150W             | دسکتاپ |
| Intel Core i7-6700HQ @ 2.60 GHz | Intel HD Graphics 530  | 45W          | GTX 1080         | 165W             | Radeon R9 M485X  | 125W             | لپ تاپ |
| Intel Core i7-6500U @ 2.50 GHz  | Intel HD Graphics 520  | 15W          | GTX 980M         | 100W             | Radeon R9 M470X  | 75W              | لپ تاپ |
| Intel Core i5-6200U @ 2.30 GHz  | Intel HD Graphics 520  | 15W          | GTX 880M         | 103W             | Radeon R9 M470   | 75W              | لپ تاپ |
| Intel Core i5-5200U @ 2.20 GHz  | Intel HD Graphics 5500 | 15W          | GTX 870M         | 103W             | Radeon HD 7950M  | 50W              | لپ تاپ |

کارت‌های گرافیک مجزا مصرف انرژی بسیار بالاتری نسبت به گرافیک‌های مجتمع در هر دو پلتفرم نشان می‌دهند. غیرفعال کردن آنها در زمانی که نیازی به پردازش گرافیکی سنگین نیست می‌تواند مصرف انرژی را به میزان قابل توجهی کاهش دهد.

## فناوری ها

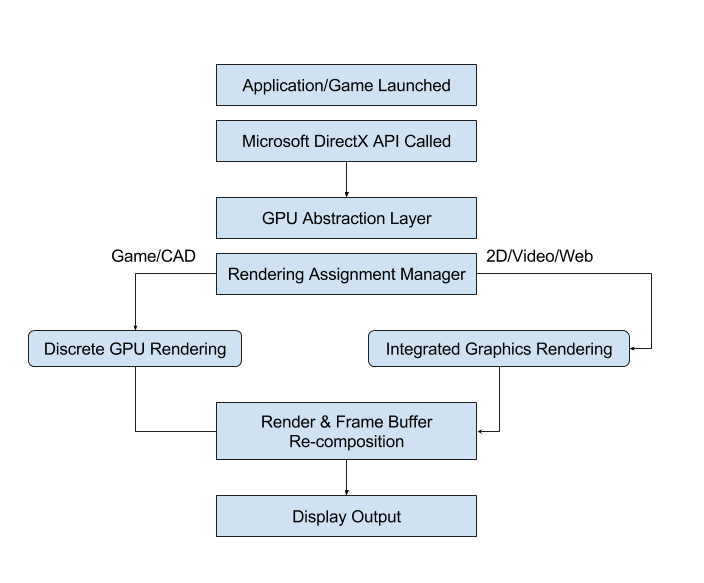
یک فرآیند رندر کردن در گرافیک کلاسیک با چندین هسته GPU

### Nvidia Optimus
Nvidia Optimus یک فناوری راه‌گزینی پردازنده گرافیکی کامپیوتر است که توسط انویدیا ایجاد شده است که می‌تواند به صورت پویا و یکپارچه بین دو کارت گرافیک بر اساس برنامه‌های در حال اجرا جابجا شود.

### AMD Enduro
AMD Enduro یک نام تجاری جمعی است که توسط AMD توسعه یافته است و دارای  فناوری‌های جدید بسیار زیادی است که می‌تواند به میزان قابل توجهی در مصرف انرژی صرفه جویی کند. قبلاً به عنوان: PowerXpress و Dynamic Switchable Graphics (DSG) نامگذاری شده بود. این فناوری یک سیستم پیچیده را برای پیش‌بینی مقدار مورد نیاز برای استفاده کارت‌های گرافیک و جابه‌جایی بین کارت‌های گرافیک بر اساس نیاز پیش‌بینی‌شده، پیاده‌سازی می‌کند. این فناوری همچنین یک طرح کنترل قدرت جدید را معرفی می‌کند که به کارت‌های گرافیک مجزا اجازه می‌دهد در زمان بیکاری انرژی مصرف نکنند. 

## تولید کنندگان

### گرافیک مجتمع
در رایانه‌های شخصی، پردازنده‌های گرافیکی مجتمع(IGP) عمدتاً توسط اینتل و AMD ساخته می‌شوند و بر روی CPU‌هایشان ادغام می‌شوند. آنها معمولاً با نام‌های زیر شناخته می‌شوند:  
- Intel HD و Iris Graphics - سری HD و سری Iris نیز نامیده می‌شوند.
- AMD Accelerated Processing Unit (APU) - همچنین قبلاً به عنوان: fusion شناخته می‌شد.

### کارت گرافیک‌های مجزا
محبوب‌ترین کارت‌های گرافیک مجزا توسط AMD و Nvidia تولید می‌شوند. آنها معمولاً با نام‌های زیر شناخته می‌شوند:
- AMD Radeon
- Nvidia GeForce

## پشتیبانی از درایورها و سیستم عامل
اکثر سیستم عامل‌های رایج از این ویژگی پشتیبانی داخلی دارند. با این حال، کاربران ممکن است برای تجربه بهتر، درایورهای به روز شده را از Nvidia یا AMDدانلود کنند.

### پشتیبانی از ویندوز
ویندوز 7 دارای پشتیبانی داخلی از این ویژگی است. بسته به برنامه‌ای که در حال اجرا است، سیستم به طور خودکار بین GPU‌ها سوئیچ می‌کند. با این حال، کاربر ممکن است GPU‌ها را به صورت دستی از طریق دیوایس منیجر(Device manager) یا پاور منیجر(Power manager) تغییر دهد. 

### پشتیبانی از لینوکس
در سیستم‌ عامل‌های لینوکس، یک پچ(به انگلیسی: patch) به نام vga_switcheroo از نسخه 2.6.34 به هسته لینوکس اضافه شده است تا بتواند با چندین GPU سروکار داشته باشد. در اینجا، سوئیچ کردن نیاز به راه اندازی مجدد سیستم پنجره X دارد تا در نظر گرفته شود.
مرکز کنترل اوبونتو به کاربر اجازه می‌دهد تا از طریق رابط کاربری گرافیکی به قابلیت vga_switcheroo دسترسی داشته باشد.

### پشتیبانی از سیستم عامل مک
سیستم عامل مک از نسخه 10.5 Leopard از این ویژگی پشتیبانی داخلی دارد. از زمان OS X Mountain Lion ، اپل نرم‌افزار نظارت بر GPU را با نرم‌افزار نظارت بر فعالیت(‌‌به انگلیسی: Activity Monitor) ادغام کرده است. 

## مشکلات موجود
- ناسازگاری سیستم یا منبع تغذیه ناپایدار ممکن است باعث صفحه آبی مرگ یا سایر مشکلات شود.
- اگر سیستم به اشتباه، منبع محاسباتی مورد نیاز را تخمین زده باشد، عملیات سویئچینگ رخ نمیدهد.
- راه‌گزینی(به انگلیسی: switching) ممکن است باعث ولتاژ ناپایدار شود که می‌تواند منجر به چشمک زدن صفحه شود.
- درایورهای ناسازگار در میان ارائه دهندگان فرعی برای سویئچ کردن روان‌تر.

## همچنین ببینید
- واحد پردازش گرافیکی (GPU)
- Nvidia Optimus
- ATI Hybrid Graphics

## لینک‌های اضافه‌تر
- وب سایت رسمی AMD
- وب سایت رسمی Nvidia
- وب سایت رسمی Intel
- وب سایت رسمی Notebook Check

[[رده:سخت‌افزار رایانه]]